# Blazer Drive
Blazer Drive (ブレイザードライブ Bureizā Doraibu?) es un manga escrito e ilustrado por Seishi Kishimoto y publicado por Monthly Shōnen Rival.

## Argumento
La historia empieza en un Tokio futurista, en el que la sociedad ha empleado mal el poder de los elementos a causa de la contaminación ambiental y calentamiento global, lo que lleva a que un grupo de personas desarrolle un nuevo producto llamado "Mystickers" que son capaces de producir diversos efectos y pueden ser usados en la vida diaria, en el trabajo o inclusive para pelear (aunque no parece estar dentro de las reglas de uso de Mystickers)
El lector sigue la vida de Daichi, quien descubre ser un blazer en el primer capítulo del manga, comprendiendo desde ese momento que será el blanco de diversos grupos de Blazers.

## Blazers
Los Blazers son un grupo especial de personas que son capaces de controlar el poder de los Mystickers al pegarlos en su cuerpo, dándoles la habilidad de manipular su poder.
Hay ciertos Mystickers que no tienen ningún efecto al ser usados por personas normales, pero se activan al ser usados por un Blazer.
Al parecer los blazers pueden mezclar dos Mystickers juntos para incrementar su efecto, en el primer capítulo se ve a un Blazer usando el Mysticker de la Flecha y el Mysticker de cambio dimensional, con el resultado de poder transportar a otra dimensión cualquier objeto (o persona en este caso) que su flecha toque.
Entre los Blazers conocidos se encuentran Ginga, el hermano mayor de Daichi, e inclusive el mismo Daichi, quien muestra ser un Blazer cuando un desconocido le pega un Mysticker de hielo en su brazo, con la intención de congelarlo, sin embargo no le sucedió nada a él, más aún causó que el poder del Mysticker de hielo dispare puntas de hielo a todos sitios, hiriendo al desconocido (y a Misora) y todo lo que se encontraba en una distancia pequeña, excepto él.

## Personajes
Anexo:Personajes de Blazer Drive
Daichi
El protagonista de la serie, Daichi es el hermano menor de Ginga. Es un Blazer, pero no lo descubre hasta que su hermano le revela la verdad poco antes de desaparecer en otra dimensión. Desde pequeño se metía en peleas para ayudar a la gente (en el caso presentado en el manga, a un cachorro). Tiene un marcado sentido de justicia para ayudar siempre a quien está en problemas sin importar lo que le suceda a él.
Misora
Es una persona que se interesa mucho por su equipo, en especial por Daichi, ya que al parecer siempre está metiéndose en problemas. Le regaló a Daichi un Mysticker raro en señal de aprecio (aunque luego se revela que era porque no sabe activarlo) lo que hace que Daichi sospeche que Misora está interesada en él. Se caracteriza por su inteligencia y habilidad para las estrategias.
Kuroki
Es el mejor amigo de Ginga y es quien le ofrece a Daichi una explicación sobre lo que había estado sucediendo y sobre el hecho que otros Blazers lo estén persiguiendo. Al parecer se ha unido a Daichi para ayudarlo ahora que su hermano está desaparecido, lo que cambiará la vida de Daichi para siempre.
Shiroh
Es un chico con cabello Celeste y traje blanco, es un Blazer y un guardián de la sección IX de Tokio, que se encontró con Daichi en el centro 003 pensando en que él era Yuuma, un criminal buscado por los demás guardianes, tiene un carácter Rudo y molesto, su Mysticker más poderoso hasta ahora es Testarossa (Una espada de fuego), el peleo junto con Daichi por el mysticker Testarossa porque Daichi era el encargado de llevárselo, pero al final Daichi termina arrebatándole un mysticker llamado Tamamayu y entre ambos quedan con el mysticker del otro.
Tamaki
Es una chica de cabello rosado con una gran trenza, es una chica muy amable y educada, es una blazer, guardiana y compañera de Shiroh en la sección XI, ella usa un mysticker llamado Afrodita junto con un misticker común de viento (Saca grandes enredaderas de espinas y rosas creando un tornado de espinas), tiene una mascota llamada Pettan, ella al parecer es la que hace calmar a Shiroh en su actitud molesta y también pudo lograr que sus palabras hicieran que Daichi y Shiroh trabajaran juntos para vencer a Beast.

## Mystickers
Estos stickers o pegatinas pueden ser pegados en cualquier sitio, causando efectos distintos dependiendo del Mysticker que se haya usado. Algunos mysticker solo pueden ser usados por Blazers, y no tienen ningún efecto en personas comunes. Es posible usar una combinación de dos o más Mystickers, combinando y aumentando la potencia de estos. Para usar los Mystickers, los Blazers tienen que pegarlos en alguna parte de su cuerpo, y estos, al ser activados se quedan adheridos y es imposible quitarlos a menos que se desactiven. Si un Blazer se fatiga con el uso de los Mystickers, estos dañan al usuario y se despegan fácilmente.
| Tipo                     | Mysticker             | Efecto |
| ------------------------ | --------------------- | --- |
| Energía                  | Fuego                 | Crea llamas de fuego que aparecen donde se puso el Mysticker |
| Energía                  | Hielo                 | Crea frío y hielo. |
| Energía                  | Electricidad          | Crea corriente eléctrica. |
| Energía                  | Viento                | Crea una corriente de viento. |
| Energía                  | Luz                   | Crea una luz resplandeciente. |
| Energía                  | Kandachi              | Posee electricidad infinita. |
| Energía                  | Electromagnético      | Produce electromagnetismo, bloqueando las comunicaciones eléctricas. |
| Energía                  | XY                    | Aumenta la fuerza del usuario. |
| Energía                  | Drive                 | Aumenta la velocidad del usuario. |
| Energía                  | Blas Plus             | Causa una explosión a todo lo que toca |
| Energía (Ultra raro)     | Cambio Dimensional    | Puede transportar un objeto (o una persona) a una dimensión alterna. |
| Energía                  | Concentration Trainer | Evita que una persona pueda mover el objeto en el que este puesto a menos de que tenga puesto otro igual. |
| Energía                  | Desconocido           | Transporta a una persona a otro lugar cercano. |
| Energía                  | Desconocido           | Sirve para reparar otros Mystickers. |
| Energía                  | Desconocido           | Sirve para rastrear a una persona y vigilarla. |
| Energía                  | Recovery+50           | Cura heridas leves. |
| Energía                  | Multi Cure            | Cura heridas graves. |
| Arma (Raro)              | Arrow                 | Arco que puede disparar flechas al ser usado por un Blazer. |
| Arma                     | Tesstarosa            | Espada de fuego capaz de formar inmensas llamas. |
| Arma                     | Tamamayu              | Garra metálica capaz de usar hilos de distinta forma. |
| Arma                     | Nigromante            | Espada negra con un cráneo en la empuñadura. Puede comer almas. |
| Arma                     | Aphrodite             | Crea una enredadera de rosas y espinas a su alrededor. |
| Arma                     | Jimmy                 | Produce choques sónicos y ondas de sonido; también puede causar hipnotismo mediante sus melodías. Posee una sierra que puede cortar como una espada; Inclusive puede absorber cierta cantidad de electricidad.                                             |
| Arma                     | Metal Ball            | Crear bolas de hierro. |
| Arma                     | Valiant               | Brazo metálico que aumenta la fuerza del brazo del usuario. |
| Arma                     | Pastel Rock ´N Roll   | Martillo compuesto de un tenedor y un pastel enrollado muy resistentes y fuertes. El pastel parece estar hecho de algún tipo de roca, mientras que el tenedor es de algún tipo de metal, por lo que puede ser usado si el pastel es destruido.             |
| Arma                     | Kakutani              | Genera múltiples brazos y manos con bocas que se regeneran y que solo detectan a los Blazers, alimentándose de su energía mental. |
| Arma                     | Gallatin              | Espada que corta con facilidad múltiples materiales. |
| Invocador                | Tengoku               | Invoca un libro gigante con un ojo y colmillos alrededor de las páginas y que tiene inteligencia propia. Analiza las características de otros Mystickers, e invoca varios tipos de armas dibujándolas en sus páginas. Puede también ser usado como escudo. |
| Invocador                | Sleipnir              | Invoca un caballo alado. |
| Invocador                | Kabuki                | Invoca gran cantidad de mosquitos que pueden ser manejados por el usuario. |
| Amplificador             | Danjuurou             | Aumentar el poder de Kabuki hasta tal grado de poder formar un mosquito gigante. |
| Cambiaforma              | Tiger Jack            | Cambian la apariencia del usuario en un híbrido entre tigre y humano, aumentando su fuerza y velocidad. |
| Cambiaforma (Ultra raro) | Gata Fiera            | Va transformando al usuario de híbrido a gato gigante en tres fases de transformación, cambiando su velocidad y fuerza. |
| Kirin(Único)             | Kakutan               | Permite transportarse entre las sombras y producir agujas o hasta una armadura de sombra. |
| Kirin(Único)             | Sakumei               | ??? |
| Kirin(Único)             | Shouko                | Crea hielo fuertemente resistente y congela las cosas con gran facilidad y velocidad. Su particularidad reside en que el hielo que crea no se derrite con nada, a excepción del Kirin Enku, u otro mysticker que produzca la misma potencia.               |
| Kirin(Único)             | Enku                  | ??? |
| Kirin(Único)             | Qilin                 | ??? |

## Nota para los lectores
Por muchas veces que leais Quilin, eso es causa de una primera mala traducción al inglés. Realmente es Kirin (en japonés ciertas palabras cambián las letras de su auténtica escritura), que son caballos mágicos que protegían al mundo. Aunque también traían muerte y desolación.
- Datos: Q2441381